# 709
709 (DCCIX) var ett normalår som började en tisdag i den julianska kalendern.

## Händelser

### Okänt datum
- Saelred blir kung av Essex.
- Ceolred blir kung av Mercia, sedan hans kusin Cenred avgått för att bli munk i Rom.
- En storm skiljer Kanalöarna Jethou och Herm åt.

## Födda
- Kejsar Kōnin av Japan (död 782)
- Yan Zhenqing, berömd kinesisk kalligraf och guvernör (död 785)
- Mazu Daoyi, kinesisk zenbuddhistmunk (död 788)
- Yaxun B'alam IV, kung av Yaxchilan (död 768)

## Avlidna
- 9 januari — Sankt Adrian av Canterbury
- 24 april — Wilfrid, engelsk ärkebiskop och helgon
- 25 maj — Aldhelm, bishop av Sherborne